# Gornja Brvenica
Gornja Brvenica este un sat din comuna Pljevlja, Muntenegru. Conform datelor de la recensământul din 2003, localitatea are 291 de locuitori (la recensământul din 1991 erau 318 locuitori).

## Demografie
În satul Gornja Brvenica locuiesc 234 de persoane adulte, iar vârsta medie a populației este de 43,5 de ani (42,1 la bărbați și 45,0 la femei). În localitate sunt 86 de gospodării, iar numărul mediu de membri în gospodărie este de 3,38.
Această localitate este populată majoritar de sârbi (conform recensământului din 2003).
|  |

| Demografie | Demografie | Demografie |
| An         | Locuitori  | Locuitori  |
| ---------- | ---------- | ---------- |
|            |            |            |
|            |            |            |
|            |            |            |
|            |            |            |
| 1948       | 591        |            |
| 1953       | 629        |            |
| 1961       | 594        |            |
| 1971       | 518        |            |
| 1981       | 468        |            |
| 1991       | 318        | 317        |
| 2003       | 291        | 291        |

| \| Componența etnică conform recensământului din 2003[2] \| Componența etnică conform recensământului din 2003[2] \| Componența etnică conform recensământului din 2003[2] \| Componența etnică conform recensământului din 2003[2] \| Componența etnică conform recensământului din 2003[2] \| \| ----------------------------------------------------- \| ----------------------------------------------------- \| ----------------------------------------------------- \| ----------------------------------------------------- \| ----------------------------------------------------- \| \| \| \| \| \| \| \| Sârbi \| Sârbi \| \| 226 \| 77,66% \| \| Muntenegreni \| Muntenegreni \| \| 49 \| 16,83% \| \| Musulmani \| Musulmani \| \| 8 \| 2,74% \| \| necunoscută \| necunoscută \| \| 0 \| 0% \| |              |  |     |        |
| Componența etnică conform recensământului din 2003 |              |  |     |        |
| |              |  |     |        |
| Sârbi | Sârbi        |  | 226 | 77,66% |
| Muntenegreni | Muntenegreni |  | 49  | 16,83% |
| Musulmani | Musulmani    |  | 8   | 2,74%  |
| necunoscută | necunoscută  |  | 0   | 0%     |